# COM LAG (2plus2isfive)
COM LAG (2plus2isfive) es un EP de la banda inglesa Radiohead. Lanzado inicialmente en Japón y Australia en marzo de 2004, seguido del lanzamiento en Canadá en abril de 2004 y finalmente en el Reino Unido en mayo de 2007.

## Lista de canciones
1. "2+2=5" (En vivo en el Earls Court de Londres, 26 de noviembre de 2003) – 3:36
2. "Remyxomatosis" (Cristian Vogel Remix) – 5:11
3. "I Will" (Los Angeles Version) – 2:15
4. "Paperbag Writer" – 4:01
5. "I Am a Wicked Child" – 3:08
6. "I Am Citizen Insane" – 3:34
7. "Skttrbrain" (Four Tet Remix) – 4:28
8. "Gagging Order" – 3:37
9. "Fog (Again)" (En vivo) – 2:21
10. "Where Bluebirds Fly" – 4:25

## Lanzamiento
| País        | Fecha               | Discográfica | Formato | Número de catálogo |
| ----------- | ------------------- | ------------ | ------- | ------------------ |
| Japón       | 24 de marzo de 2004 | Toshiba-EMI  | CD      | TOCP-66280         |
| Australia   | 24 de marzo de 2004 |              | CD      |                    |
| Canadá      | 13 de abril de 2004 |              | CD      |                    |
| Reino Unido | Mayo de 2007        |              | CD      |                    |